# Heteronema tortuosum
Heteronema tortuosum is een soort in de taxonomische indeling van de Euglenozoa. Deze micro-organismen zijn eencellig en meestal rond de 15-40 mm groot. Het organisme komt uit het geslacht Heteronema en behoort tot de familie Peranemaceae. Heteronema tortuosum werd in 1962 ontdekt door Christen.